# 李含 (成)
李含（?—?），中国西晋末年成国人物，李慕的女婿，李辅、李特、李流、李庠、李骧的妹夫。
300年，李庠带领妹夫李含和天水人任回、上官晶、扶风人李攀，始平人费他，氐人符成、隗伯等人以及所属四千骑士归服益州牧趙廞。301年，李特让兄李辅，弟李骧，儿子李始、李荡、李雄以及李含，李含的儿子李国、李离、任回、李攀、李攀弟李恭等人担任将帅，让阎式、李远等人为僚属。李特、李荡相继死去，李含劝李流投降，李流于是不听李骧、李雄的劝谏，在303年五月，派自己的儿子李世和李含的儿子李胡到建平郡太守孙阜的军中作人质。李胡的哥哥李离为梓潼郡太守，与李雄袭破孙阜的军队。
其子李国、李离、李胡。